# Albert Wendt
Albert Wendt (27. listopada 1939.) samoanski je pjesnik i pisac koji živi u Novom Zelandu. 

## Dokumentarni film
Dokumentarni film The New Oceania (Nova Oceanija), govoreći o Wendtu je režirao Shirley Horrocks. Film je bio prikazan na filmskom festivalu Novog Zelanda te na Havajima na festivalu međunarodnog filma. 

## Radovi
- Comes the revolution, (1972.)
- The contract, (1972.)
- Sons for the Return Home, (1973.)
- Flying Fox in a Freedom Tree: And Other Stories, (1974.)
- Pouliouli, (1977.)
- Inside us the Dead, (1976.)
- Leaves of the Banyan Tree, (1979.)
- Lali: A Pacific Anthology, (1980.)
- Shaman of Visions, (1984.)
- The Birth and Death of the Miracle Man, (1986.)
- Ola, (1991.)
- Black Rainbow, (1992.)
- Nuanua: Pacific Writing in English since 1980, (1995.)
- Photographs, (1995.)
- The Best of Albert Wendt's Short Stories, (1999.)
- The Book of the Black Star, (2002.)
- Whetu Moana: A Collection of Pacific Poems, (2002.)
- The Mango's Kiss: a Novel, (2003.)
- The Songmaker’s Chair, (2004.)
- The Adventures of Vela, (2009.)
- Ancestry, (2012.)
- From Mānoa to a Ponsonby Garden, (2012.)
- Out of the Vaipe, The Deadwater: A Writer's Early Life, (2015.)
- Breaking Connections, (2015.)